# Zambezi Airlines
Zambezi Airlines fue una aerolínea de propiedad privada con base en Lusaka, Zambia. Su sede central se encontraba ubicada en Lusaka, Zambia. Su base de operaciones principal era el Aeropuerto Internacional de Lusaka.
La aerolínea está incluida en la Lista negra de compañías aéreas de la Unión Europea.

## Historia
Zambezi Airlines comenzó a operar en julio de 2008. La aerolínea comenzó operando un Embraer 120. En mayo de 2009, Air Zambezi adquirió dos Boeing 737-500. En junio de 2009, comenzaron las operaciones a Johannesburgo, Sudáfrica y Dar es Salaam, Tanzania.
El 30 de junio de 2009 la aerolínea fue autorizada por la  Comisión de Competencia de Zambia para formar una alianza con Proflight Commuter Services.

## Destinos
Sudáfrica
- Johannesburgo

 Tanzania
- Dar es Salaam

 Kenia
- Nairobi

 Malaui
- Lilongüe

 Zimbabue
- Harare

 Zambia
- Lusaka
- Ndola

## Flota
La flota de Zambezi Airlines incluye las siguientes aeronaves (a 1 de diciembre de 2010):
- 4 Boeing 737-500

El Boeing 737-500 está alquilado de GECAS y mantenido por Safair en Johannesburgo y en las instalaciones de mantenimiento propias de la aerolínea en Lusaka.

## Fotos
- Foto de aeronave de Zambezi Airlines